# Криви, Агустин
Агустин Криви (исп. Agustín Creevy; род. 15 марта 1985 в Ла-Плате) — аргентинский профессиональный регбист, хукер сборной Аргентины и клуба «Сейл Шаркс». И в клубе и в национальной команде занимает должность капитана.

## Ранние годы
В детстве Криви играл в футбол и баскетбол, а регби начал заниматься относительно поздно, уже учась в средней школе. После окончания школы поступил в Национальный университет Ла-Платы по направлению графического дизайна, но в скором времени покинул его, решив сосредоточиться на регбийной карьере. В первые годы выступал на позиции фланкера за местный клуб «Сан-Луис».

## Клубная карьера
В 2007 году перешёл во французский клуб «Биарриц Олимпик», однако за два года не сумел стать игроком основного состава, причиной этому послужило отсутствие опыта на профессиональном уровне и травма плеча в 2008 году. После этого Криви вернулся на родину, где провёл следующий год. Сначала он выступал за свою родную команду «Сан-Луис», а затем Даниэль Уркад пригласил его в «Пампас XV», клуб, заявленный в южноафриканский турнир Кубок Водаком перед сезоном 2010 года. По совету тренера регбист начал работать над сменой позиции и после долгих тренировок сумел переквалифицироваться в хукера. В конце 2010 года Криви вновь на короткое время вернулся во Францию, где заменял травмировавшегося хукера в «Клермон Овернь». В сезоне 2011 года «Пампас XV», которые фактически состояли из игроков сборной Аргентины, выиграли Кубок Водаком.
В южноафриканском первенстве регбист привлёк внимание «Монпелье Эро», который подписал Криви, а также двух его партнёров по сборной Лукаса Гонсалеса Аморозино и Максимилиано Бастоса. Именно в «Монпелье» регбист зарекомендовал себя как хукер экстра-класса. В 2013 году он подписал контракт с «Вустер Уорриорз», за которых в дебютном матче против «Сейл Шаркс» в Кубке вызова занёс попытку. Через два тура Криви получил травму лодыжки и выбыл из игры на три месяца, а когда вернулся в строй, команда уже боролась за сохранение места в Премьер-лиги. Несмотря на хорошие выступления хукера и попытку в апрельском матче против «Бата», команда вылетела в Чемпионшип. Уже в следующем сезоне «Воины» вернулись в высший дивизион, в чем Криви принял самое непосредственное участие, выйдя на поле практически во всех встречах, в том числе и в обоих финальных матчах.
За месяц до решающего матча в Англии регбист объявил о своём очередном возвращении в Аргентину — на этот раз в новую франшизу Супер Регби «Хагуарес», где перед началом дебютного сезона команды в самом престижном клубе Южного полушария был назначен капитаном команды. По ходу сезона Криви показал себя лидером команды — он сыграл 11 матчей из 15, в которых занёс 6 попыток, что стало вторым результатом в клубе и очень большим количество заносов для хукера в целом. Наиболее значимые из этих результативных действий — попытка в первом матче «Хагуарес» против «Сентрал Читаз» и дубль в игре с «Буллз». Тем не менее не обошлось в первом сезоне без неприятных моментов — во встрече с «Шаркс» регбист выполнил опасный захват и был отстранён от игры на неделю.
Уже во втором матче сезона 2017 года Криви занёс свою очередную попытку, на этот раз команде «Стормерз».

## Сборная Аргентины

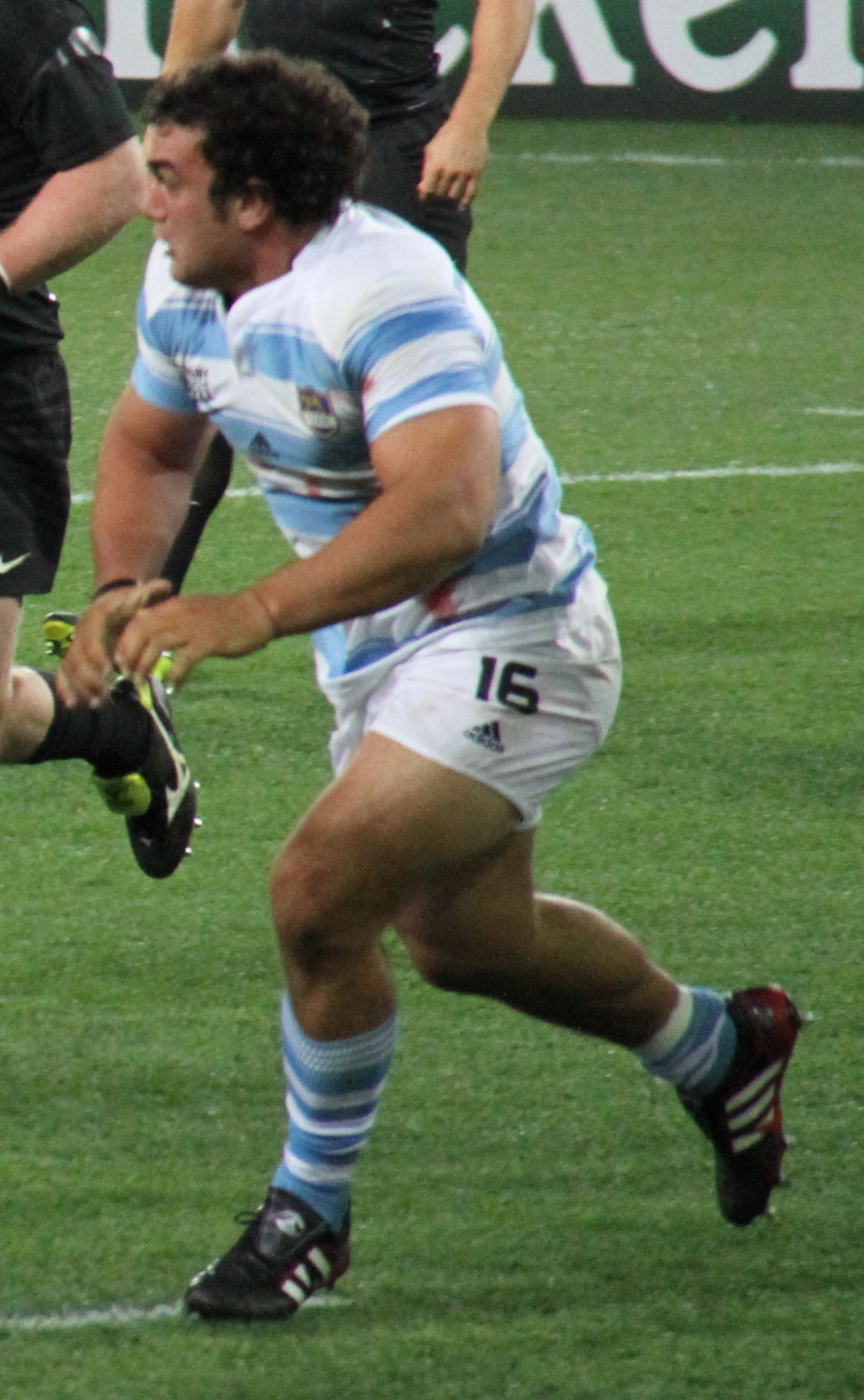
Криви в составе сборной Аргентины, 2011 год.

Криви дебютировал за сборную в матче против сборной Японии, тогда ещё будучи фланкером «Сан-Луиса», но до 2009 года вызывался в состав «Пум» в общей сложности трижды. В 2009 году довольно успешно провёл несколько матчей за вторую сборную страны, после чего начал регулярно появляться на поле и в главной, но всегда на замену — позиция хукера была закреплена за опытнейшим Марио Ледесмой. Агустин был вызван на чемпионат мира 2011, где выходил вместо Ледесмы на замену во всех пяти матчах команды. В 2012 году Аргентина дебютировала в Чемпионате регби, но несмотря на то, что Ледесма карьеру завершил, у Криви появился новый конкурент — Эусебио Гиньясу.
Первой опцией на позиции хукера Криви стал в 2014 году, когда Гиньясу потерял место в команде. В матче Чемпионата регби 2015 против сборной Новой Зеландии регбист отметился дублем, однако «Пумы» всё равно проиграли со счётом 39:18. На чемпионат мира 2015 Криви попал уже в статусе капитана сборной и одного из важнейших игроков в построениях Даниэля Уркада, который за несколько лет до этого раскрыл в нём хукера в «Пампас XV», а с 2013 года был главным тренером национальной команды. На мировом первенстве Агустин выходил в стартовом составе практически во матчах команды. Он пропустил матч за третье место против сборной ЮАР из-за травмы.
Летом 2023 года стал первым «центурионом» в истории аргентинского регби, сыграв 100 матчей за сборную страны.

## Стиль игры
Благодаря тому что Криви начинал свою карьеру на позиции фланкера, он отличается от остальных хукеров большей мобильностью и скоростью. Специалисты отмечают его умение отдать точный и своевременный пас, кроме того в арсенале регбиста также присутствует офлоуд (сброс мяча партнёру, когда пасующий уже находится в захвате), что довольно редкое явление для игрока его амплуа. Именно благодаря этому в среде болельщиков «Монпелье Эро» он получил прозвище Сонни Билл Криви в честь новозеландского регбиста, известного мастерским владением этим типом передач. Тем не менее Криви успешен и в исполнении традиционных для хукера обязанностей — игре в обороне. Именно он определяет качество игры команды в схватке, элемента, который признаётся одной из сильных сторон аргентинской команды.